# Перич, Владимир
Владимир Перич-Вальтер (сербохорв. Владимир Перић Валтер, Vladimir Perić Valter; 1919, Приеполе — 6 апреля 1945, Сараево) — югославский партизан, подпольщик и разведчик, секретарь Сараевского подпольного городского комитета КПЮ. Погиб во время боёв за освобождение Сараево. Народный герой Югославии.

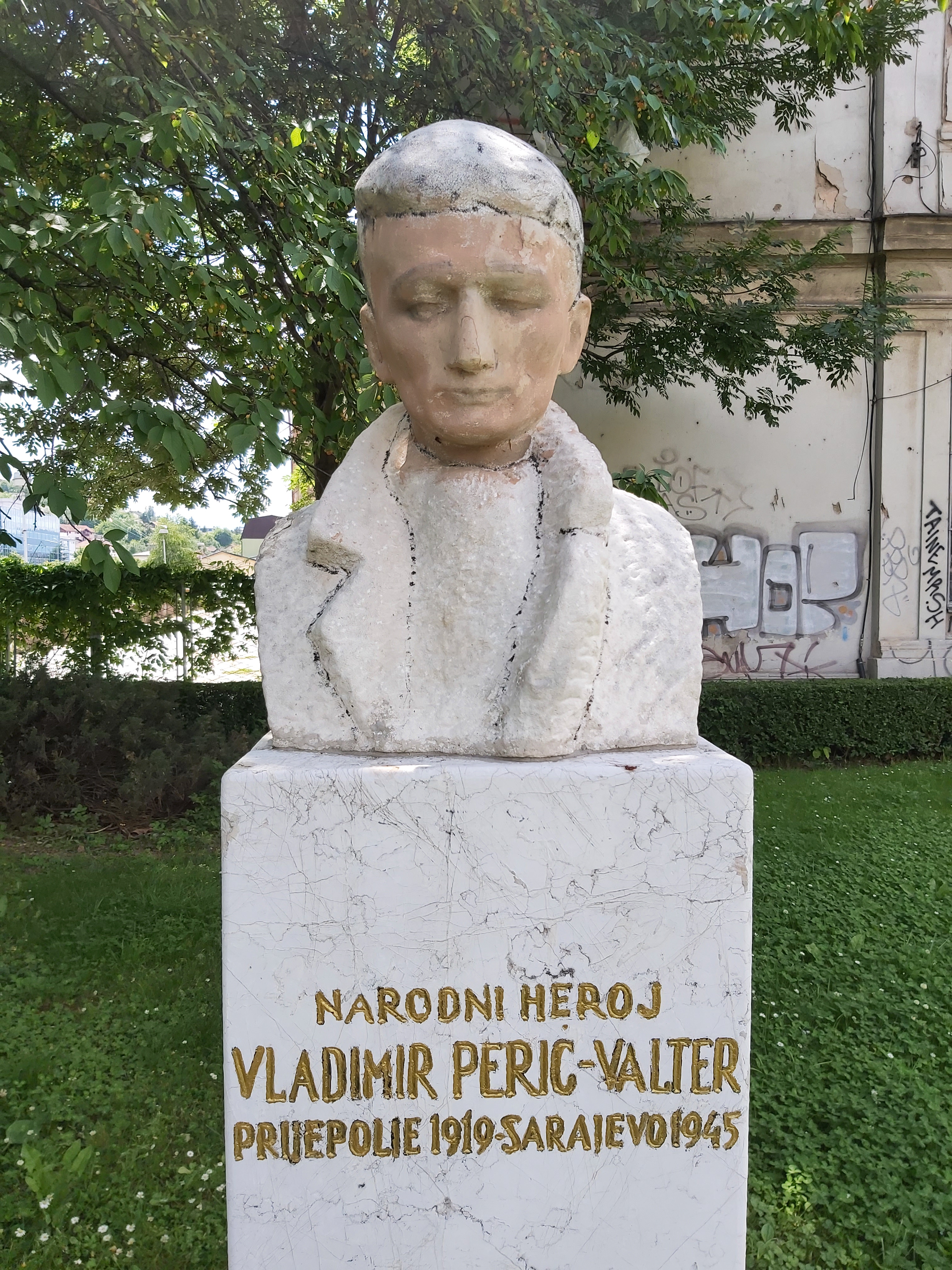
Владимир Перич, Сараево

## Биография
Владимир Перич родился в 1919 году в Приеполе. Окончив среднюю школу, поступил в Торговую академию, вынужден был учиться исключительно на собственные средства. Окончив Торговую академию, поступил в Белградскую Высшую школу экономики. В 1940 году устроился на работу в Ипотечный банк Белграда. В январе 1941 г. переведён в Ипотечный банк Сараево. В том же году вступил в КПЮ, возглавил Сараевский горком. Участвовал в рабочем движении.
После Апрельской войны, в начале немецкой оккупации Югославии, Перич в июле 1941 г. вступил в Маевицкий партизанский отряд и возглавил его в конце 1942 года. В рядах партизан стал известен под псевдонимом Вальтер. Воевал в Зеницком партизанском отряде, участвовал во многих боях. Командовал ударным батальоном 6-й восточно-боснийской ударной бригады. В начале 1943 года направлен на нелегальную работу в Тузлу, где успешно выполнял все задания.
Летом 1943 года, по приказу командования НОАЮ, переведён на нелегальную работу в Сараево, где снова возглавил местный  горком, теперь подпольный. Успешно руководил антифашистским подпольем и разведывательной сетью в городе. Оказывал значительную поддержку действовавшим в округе партизанским формированиям. Организовал партизанскую медицинскую помощь. Несколько раз специальная полиция Сараево пыталась поймать Вальтера и разгромить партизанское подполье, но всякий раз он ускользал из рук полицейских. Как минимум восемь раз полиция вступала в бой с партизанами, но Вальтера им не удавалось схватить.
Будучи одним из искуснейших и храбрейших разведчиков — участников Народно-освободительной войны, он при жизни стал легендой. Вальтер неоднократно прорывался из Сараево на освобождённую территорию и в Верховный штаб НОАЮ. 6 апреля 1945 года Владимир Перич погиб в ходе боёв с усташами за контроль над Сараево, сражённый осколком миномётного снаряда.
Владимир Перич похоронен близ Сараева на кладбище Народных героев в парке Враца по православному христианскому обряду. 24 июля 1953 года указом Иосипа Броза Тито ему было присвоено звание Народного героя Югославии посмертно.

## Память
- Вальтер был увековечен в одном из известнейших югославских фильмов о Второй мировой войне «Вальтер защищает Сараево»: главную роль в этой картине исполнил Велимир «Бата» Живоинович.
- В Китае выпускается марка пива с фотографией Велимира Живоиновича в образе Вальтера.
- В Приеполье, где родился Вальтер, одна из средних школ носит его имя.
- Группа «Дубиоза колектив» посвятила ему песню «Vratiće se Valter» (серб. Вальтер вернётся).